# Edward Thorpe

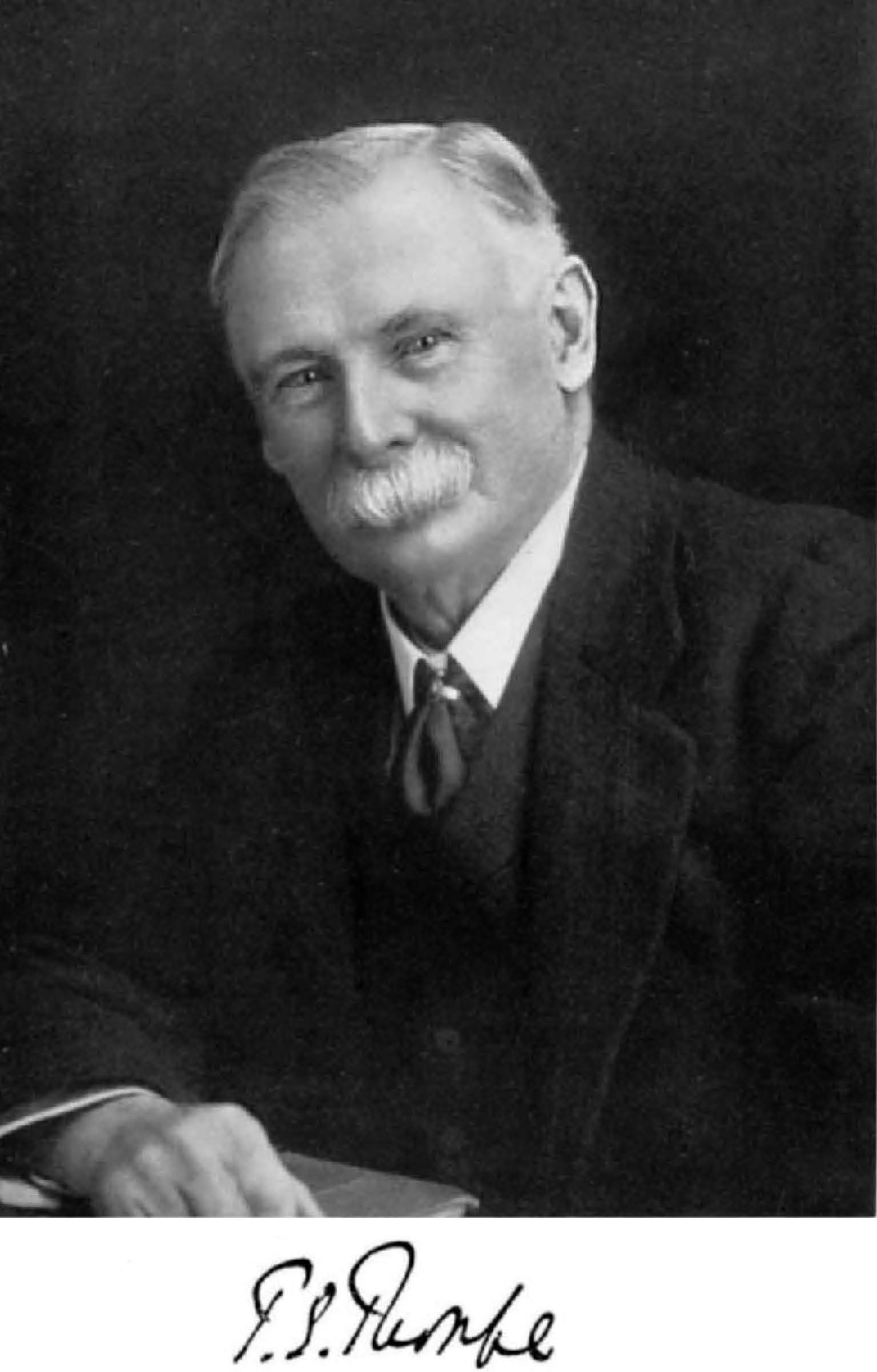
Edward Thorpe.

Sir (Thomas) Edward Thorpe, född den 8 december 1845 i närheten av Manchester, död den 23 februari 1925 i Salcombe, Devon, var en engelsk fysiker och kemist. 
Thorpe studerade i Dublin, Heidelberg, där han tog filosofie doktorsgraden 1868, och London. Han blev professor i kemi i Glasgow 1870, i Leeds 1874 och i London 1885, var 1894-1908 chef för the government laboratory och tjänstgjorde därefter till 1911 som professor vid Imperial Istitute of sSience and Tchnology i London. 
Thorpe utförde en hel del viktiga undersökningar inom den oorganiska kemins område, som atomviktsbestämningar, om fosfors föreningar med mera. Hans största arbeten faller inom den fysikaliska kemins område, som hans undersökningar om vätskors värmeutvidgning och hans klassiska arbete om vätskors fluiditet (1894 och 1897, utfört i samarbete med J.W. Rodger). 
Thorpe deltog också i några solförmörkelseexpeditioner (1870 och 1878) och utförde betydande arbeten om jordmagnetismen, varibland den magnetiska uppmätningen av Storbritannien (tillsammans med sir Arthur Rücker 1896). 
Thorpe utgav ett stort antal biografier över avlidna kemister, särskilt i Chemical societys skrifter, dessutom Essays in historical chemistry (1894 och 1911) samt History of chemistry (2 band, 1909-1910). Han utgav också läroböcker, som utgick i många upplagor, liksom Dictionary of applied chemistry (5 band, 1890; ny upplaga 1913). Han adlades 1909.